# Kerstin Bränngård
Kerstin Laura Helena Bränngård, född Sandberg 28 maj 1917 i Matteus församling i Stockholm, död 19 april 2020 i Solna, var en svensk målare, tecknare samt glas- och textilkonstnär.

## Biografi

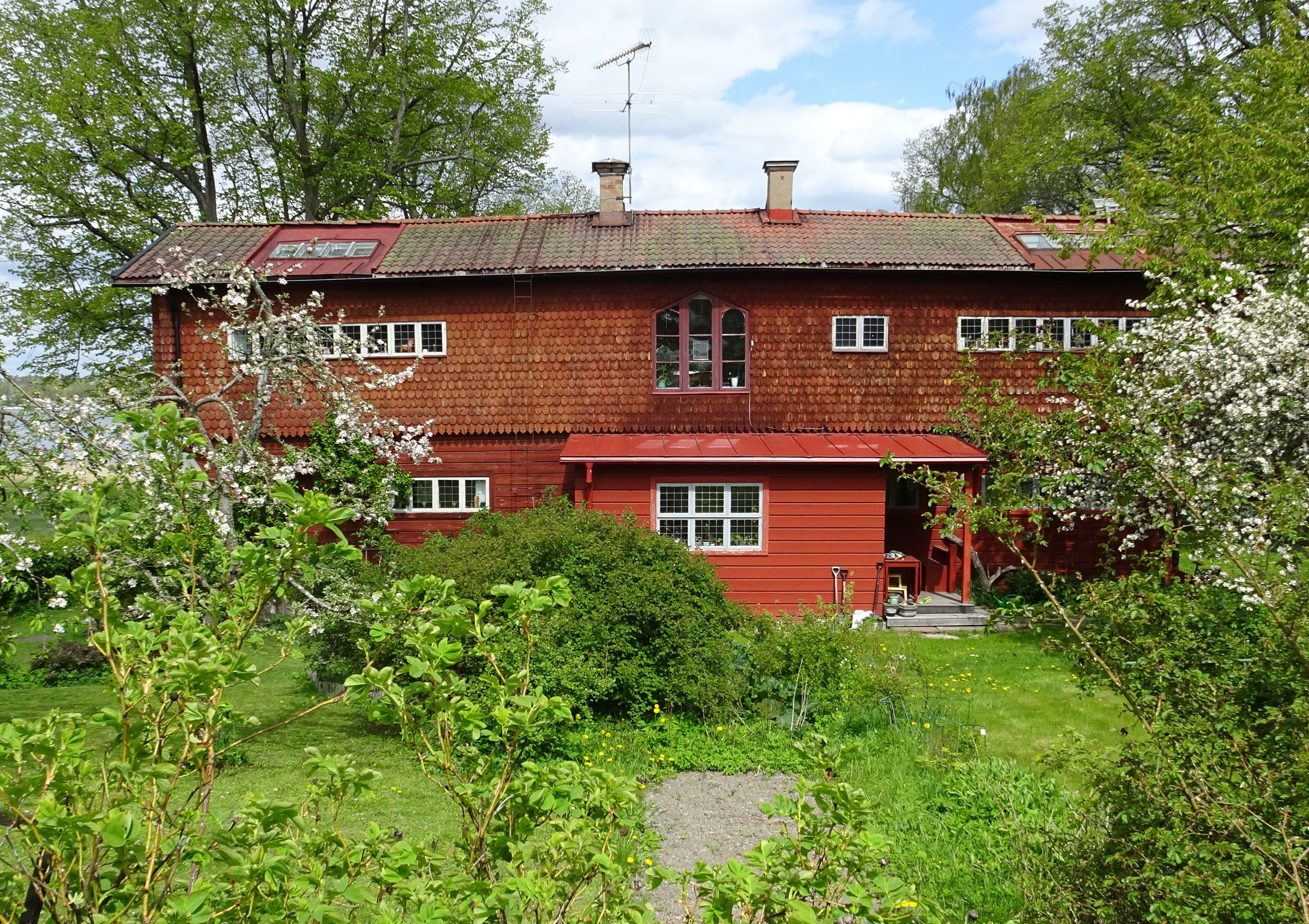
Ornässtugan i Ulriksdal.

Kerstin Bränngård var dotter till skulptören Gustaf Sandberg och textilkonstnären Greta Sjunnesson. Hon studerade skulptur för sin far och måleri vid Ollers målarskola 1941–1943 Grünewalds målarskola 1943–1945  samt glas för Erik Höglund, och utbildade sig på Académie de la Grande Chaumière i Paris följt av studieresor till bland annat Spanien, Marocko och Grekland. 
Hon målade i olja och akvarell, där hon gärna avbildade musicerande människor, hästar, kor, allegoriska kompositioner och landskap men hon gjorde sig främst känd som porträttör med känsligt utförda barnporträtt. För Bodums skola utförde hon 1957 en större al secco-målning som skildrar livet runt skolan, för församlingshemmet i Fjällsjö utförde hon 1959 en väggmålning i tempera och till Höglands kapell i Dorotea en altartavla. Hennes glaskonst omfattar arkitektoniska skulpturer och blyinfattade fönster.
Tillsammans med sina föräldrar ställde hon ut i Östersund 1946 och tillsammans sin far i Sollefteå 1947, tillsammans med Folke Jakobsson och Margareta Hyltén-Cavallius-Gontcaroff i Backe 1961. Under 1950- och 1960-talen var hon en regelbunden utställare på Östersunds konstförenings höst- och vårsalonger. Hennes arbeten är representerade i bland annat flera av Sveriges kommuner och landsting, Statens konstråd, Folkets Hus samt Jamtli.
Kerstin Bränngård var från 1946 gift med skogvaktaren Nils Bränngård (1915–1979), och är mor till konstnären Agneta Bränngård Lind, arkitekten Björn Bränngård och pianisten Anders Bränngård samt syster till konstnären Birgitta Sandberg. Hon var sedan 1921 bosatt på Ornässtugan i Ulriksdal, på Ulriksdals slottsområde och hade sin uppväxt här.

## Utställningar i urval
- Unga tecknare, Nationalmuseum i Stockholm 1942
- Föreningen Svenska Konstnärinnors jubileumsutställning på Konstakademien 1960
- Liljevalchs Stockholmssalonger 1963 och 1965
- Parissalongen 1964
- Stockholms stadsmuseum
- Lidingö stadshus
- 1970 genomförde hon en utställning med konst av Laura Sjunnesson, Greta Sjunnesson-Sandberg och Agneta Bränngård på Galerie Goya i Sundsvall.

## Offentlig utsmyckning i urval
- Väggmålningar i Rossön och Strömsund
- Bildvävar i sjukhusen i Backe och Östersund samt Frösö kyrka
- Glasarbete för fönster i Fjällsjö kyrka, Bodums kyrka samt Odensala kyrka
- Fristående skulptur hos Jämtkraft

### Webbkällor
- Kerstin Bränngård från Konstnärslexikonett Amanda